# Volleyballclub Voléro Zürich
Il Volleyballclub Voléro Zürich è una società pallavolistica svizzera avente una formazione maschile con sede a Zurigo. Il club aveva anche una formazione femminile, che ora opera in maniera indipendente.

## Storia
Il Volleyballclub Voléro Zürich viene fondato nel 1973. Nei primi anni della sua storia è attivo a livello professionistico nella pallavolo maschile. La squadra di pallavolo femminile viene fondata nel 2003, per poi diventare indipendente rispetto al club di origine nel 2011.

## Palmarès

### Pallavolo femminile
- Campionato svizzero: 6

2004-05, 2005-06, 2006-07, 2007-08, 2009-10, 2010-11
- Coppa di Svizzera: 6

2004-05, 2005-06, 2006-07, 2007-08, 2009-10, 2010-11
- Supercoppa svizzera: 3

2006, 2009, 2010
NB: Non sono conteggiati i trofei vinti dal club dopo il 2011.

### Pallavolo maschile
- Campionato svizzero: 1

1976-77
- Coppa di Svizzera: 2

1974-75, 1977-78